# Zachary Lansdowne
Zachary Lansdowne (Greenville, 1888. december 1. – Ava, 1925. szeptember 3.) az Amerikai Egyesült Államok Haditengerészetének korvettkapitánya, a USS Shenandoah léghajó kapitánya volt. Ő volt az első amerikai, aki egyhuzamban átrepülte az Atlanti-óceánt.

## Pályafutása
Zachary Lansdowne az ohiói Greenville-ben született. Felesége Margaret Kennedy Ross volt, akit 1921. december 7-én vett el Washingtonban.
1905. szeptember 2-án a haditengerészeti akadémia hallgatója lett. 1911 júniusában avatták zászlóssá. Ezután a USS McCall rombolón, majd az ohiói haditengerészeti milíciában szolgált. Miután befejezte repülős kiképzését, haditengerészeti pilóta lett. Az első világháború után a brit haditengerészeti légierőhöz helyezték, hogy a kormányozható léghajókat tanulmányozza. Kitüntették a haditengerészet keresztjével (Navy Cross), miután az R34-es brit léghajó fedélzetén átrepülte az Atlanti-óceánt 1919 júliusában. Ő volt az első amerikai, aki megszakítás nélkül tette meg az utat a két kontinens között.
1924. február 11-én átvette az első amerikai építésű merev léghajó, a USS Shenandoah irányítását. Be akarta bebizonyítani, hogy a USS Shenandoah alkalmas tengerészeti felderítésre és képes együttműködni a felszíni egységekkel. Egyik újítása az volt, hogy a léghajó  horgonyzó árbócát a szárazföldről a Patoka ellátóhajóra szereltette, és ezzel növelte meg a légi jármű hatótávolságát. Másik komoly módosítása az automata gázszivattyúk számának jelentős csökkentése volt 1924-ben, amellyel a hélium fogyását akarta visszaszorítani. Ez nagy valószínűséggel közrejátszott a USS Shenandoah pusztulásában, amelyben Zachary Lansdowne is életét vesztette. A korvettkapitány az arlingtoni nemzeti temetőben nyugszik.

## Fordítás
- Ez a szócikk részben vagy egészben  a   Zachary Lansdowne című angol Wikipédia-szócikk fordításán alapul.  Az eredeti cikk szerkesztőit annak laptörténete sorolja fel. Ez a jelzés csupán a megfogalmazás eredetét és a szerzői jogokat jelzi, nem szolgál a cikkben szereplő információk forrásmegjelöléseként.